# ノガローレ・ヴィチェンティーノ
ノガローレ・ヴィチェンティーノ（伊: Nogarole Vicentino）は、イタリア共和国ヴェネト州ヴィチェンツァ県にある、人口約1,200人の基礎自治体（コムーネ）。

## 地理

### 位置・広がり

#### 隣接コムーネ
隣接するコムーネは以下の通り。
- アルティッシモ
- アルツィニャーノ
- ブロリアーノ
- キャンポ
- サン・ピエトロ・ムッソリーノ
- トリッシノ

### 気候分類・地震分類
気候分類では、zona F, 3104 GGに分類される。
また、イタリアの地震リスク階級 (it) では、zona 2 (sismicità media) に分類される。